# Gott ist mein König (BWV 71)

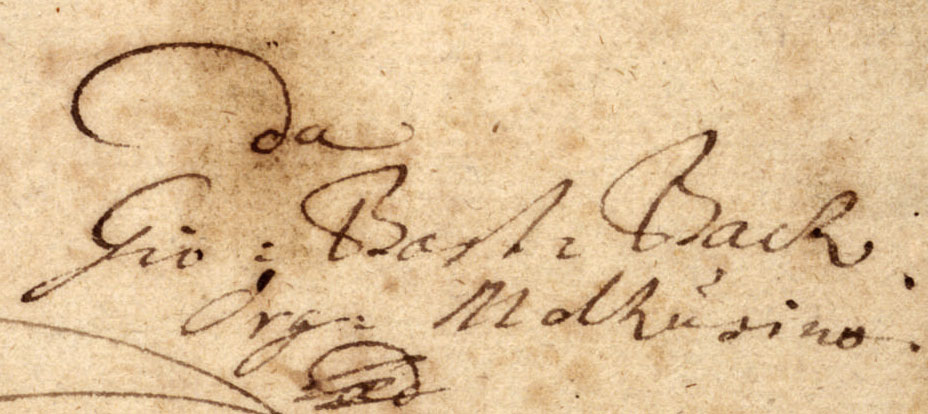
Подпись Баха на титульном листе кантаты «Gott ist mein König»

 Gott ist mein König (Боже, владыка мой, BWV 71) — кантата Иоганна Себастьяна Баха, написанная в Мюльхаузене для специального богослужения по случаю инаугурации нового городского консула[неизвестный термин] 4 февраля 1708 года. Первое напечатанное произведение Баха и единственная кантата, напечатанная до кончины композитора.

## История создания кантаты
Автор либретто к кантате неизвестен. Существует версия, что слова написаны министром Георгом-Кристианом Эльмаром, поручившим Баху написать кантату «Aus der Tiefen rufe ich, Herr, zu dir», BWV 131.
На момент написания произведения Бах служил органистом в кирхе Святого Власия. Этому творческому периоду в жизни Баха свойственно влияние органной музыки.
Кантату, исполненную в мюльхаузенской церкви Святой Марии, публика приняла благосклонно. Баху поручили написать ещё одну кантату для следующей церемонии инаугурации. Есть свидетельства, что пьесу композитор окончил и даже напечатал, но копии партитуры не сохранились.
Текст кантаты почти полностью взят из Библии, 73-го псалма, Книги Царств, Книги Бытия, Второзакония.
Часть кантаты, которая начинается со слов «Ich bin nun achtzig Jahr» (Мне уж восемьдесят лет), вероятно, относится к бывшему консулу Мюльхаузена Адольфу Штрекеру, ушедшему со своего поста в возрасте 83 лет.
Кантанта предназначена для четырёх солистов: сопрано, альта, тенора, баса, хора из четырёх человек, а также трех труб, литавр, двух блокфлейт, двух гобоев, фагота, духового органа, двух скрипок, альта, виолы (виолончели) и генерал-баса.